# محمود صفوت الساعاتي
محمود صفوت، المعروف بالساعاتي المصري (1825 ـ 1881) هو شاعر مصري من أصول تركية، عاش في القرن التاسع عشر.

## حياته
ولد محمود صفوت بن مصطفى آغا الزيله لي (نسبة إلى بلدة في الأناضول) سنة 1241 هـ (1825 م) في القاهرة ونشأ بها، ثم انتقل مع أبيه إلى الإسكندرية فطلب العلم هناك. وكان بارعاً في الساعات مولعًا بها، فعرف بالساعاتي، لكنه لم يحترف العمل بها. قال عنه الزركلي «كان حلوالنادرة، حسن المحاضرة، مهيب الطلعة، لم يتعلم النحو ولا ما يؤهله للشعر، ولكنه استظهر ديوان المتنبي وبعض شعر غيره فنظم ما نظم».
سافر إلى الحجاز للحج وهو في العشرين من عمره، واتصل بأمير مكة محمد بن عون، وأقام عنده مدة رافقه فيها في تنقله وفي عدد من غزواته، وسجل كثيرًا من ذلك في شعره. ووقعت بينه وبين عدد من أدباء الحجاز منافسات ومناظرات، ثم عاد إلى القاهرة، وبقي على اتصال بهذا الأمير وبغيره من أمراء الحجاز. ثم سافر معه إلى الآستانة سنة 1850م. وعاد إلى القاهرة سنة 1851م، وتقلب في عدد من الوظائف، والتحق بمعية إسماعيل باشا، وظل في القاهرة حتى توفي فيها سنة 1298 هـ (1881 م).

## مؤلفاته
له ديوان شعر، ومختصر له، ومزدوجات، وعدد من المؤلفات. وفي شعره بديعية (والبديعية قصيدة طويلة في مدح النبي يتضمن كل بيت فيها نوعًا من علم البديع، وتكون على البحر البسيط وروي الميم المكسورة) تقع في 142 بيتًا، وتضمنت 150 نوعًا بديعيًا، ومطلعها: